# Knox Automobile Company
La Knox Automobile Company è stata una casa automobilistica statunitense che è stata attiva dal 1900 al 1914 a Springfield, nel Massachusetts. Ha continuato a produrre autocarri e trattori agricoli fino al 1924. Nel 1902 la Knox si posizionò al quinto posto assoluto tra i costruttori automobilistici statunitensi per numero di esemplari prodotti.

## Storia

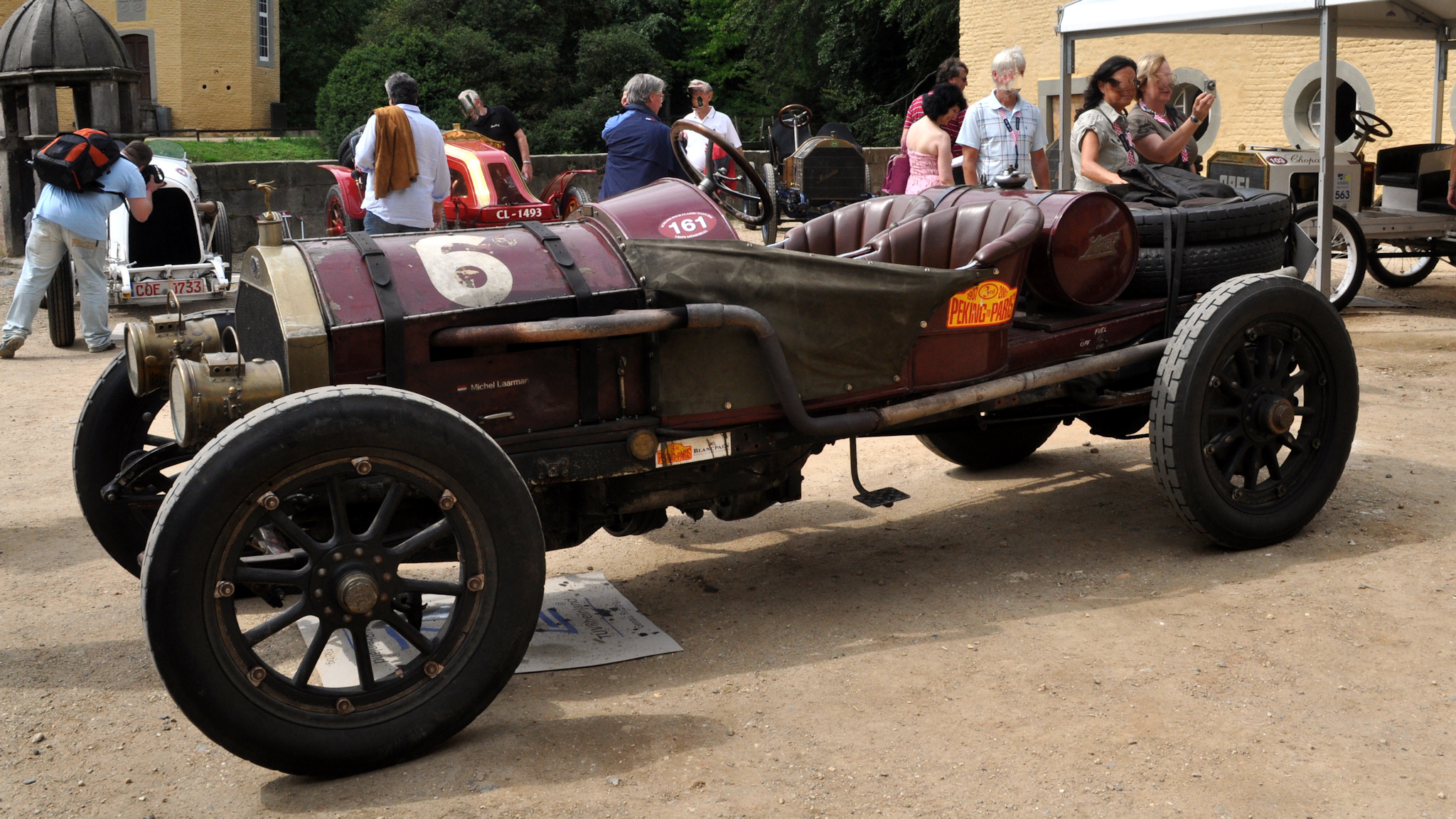
Una Knox Type R del 1911

Nel primo anno in cui fu attiva, la Knox produsse 15 autovetture. Nel 1904 l'unico modello Knox in commercio aveva una carrozzeria runabout ed un telaio in acciaio. Era in grado di trasportare fino a due passeggeri. Nei primi anni di attività, le vetture prodotte dalla Knox erano dei tricicli; dopo qualche anno, la casa automobilistica statunitense introdusse dei veicoli a quattro ruote. In alcuni modelli, il sedile del guidatore era collocato sopra quelli dei passeggeri, oltre l'assale anteriore ed il motore. I motori installati sui primi modelli erano monocilindrici, raffreddati ad aria ed erano collocati al centro della vettura. Questi propulsori, che erogavano 8 CV di potenza e che vennero prodotti fino al 1903, erano soprannominati "hedgehog". Il cambio era invece planetario.
Sul mercato le Knox erano vetture competitive. Ad esempio erano in vendita ad un prezzo inferiore a quello della Ford Model F oppure a quello dei modelli Oakland, ma superiore a quello per acquistare una Oldsmobile Curved Dash. La Knox produceva però anche modelli più costosi che si collocavano in una fascia di mercato superiore.

## Modelli prodotti

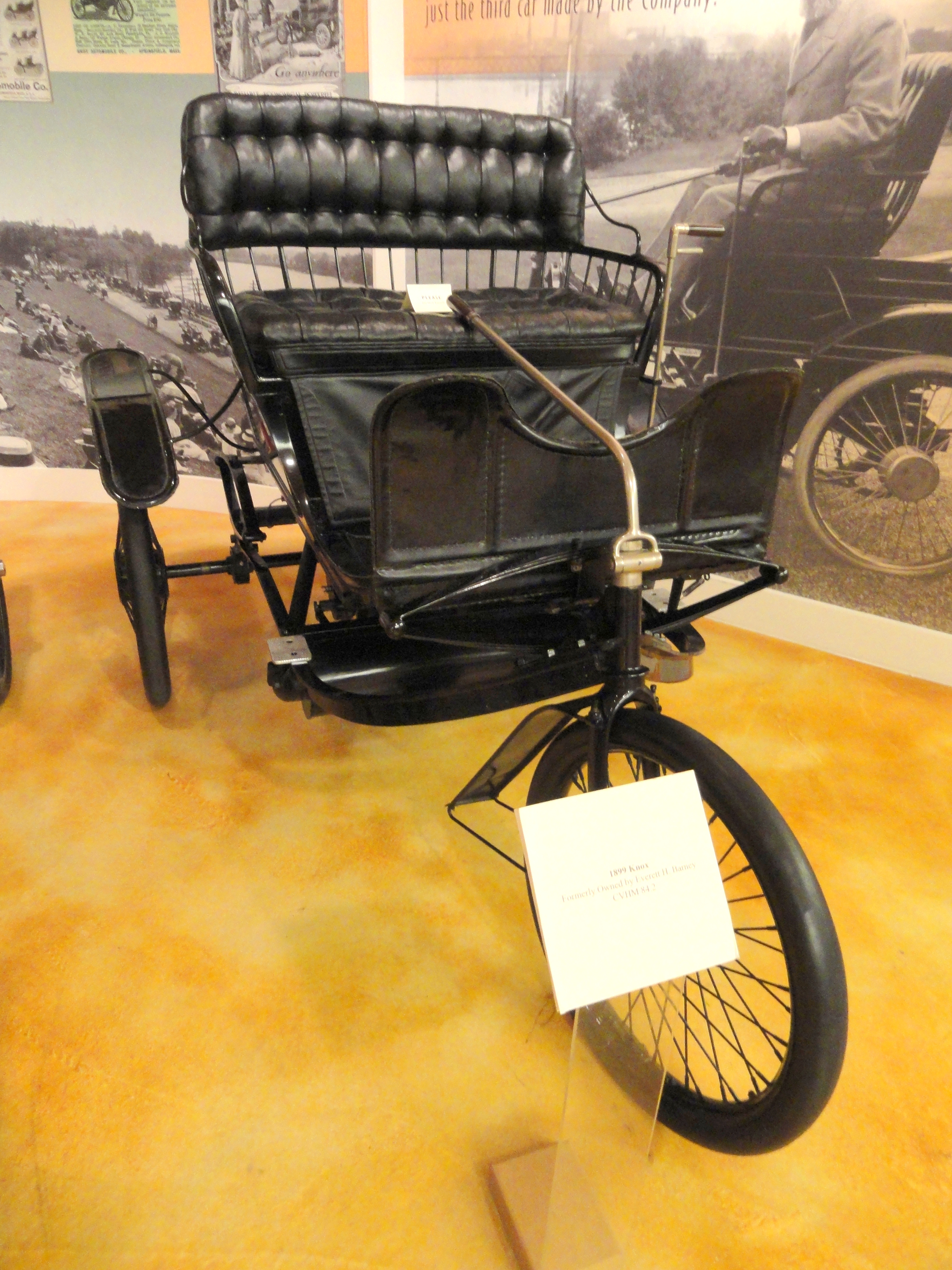
Una Knox del 1900

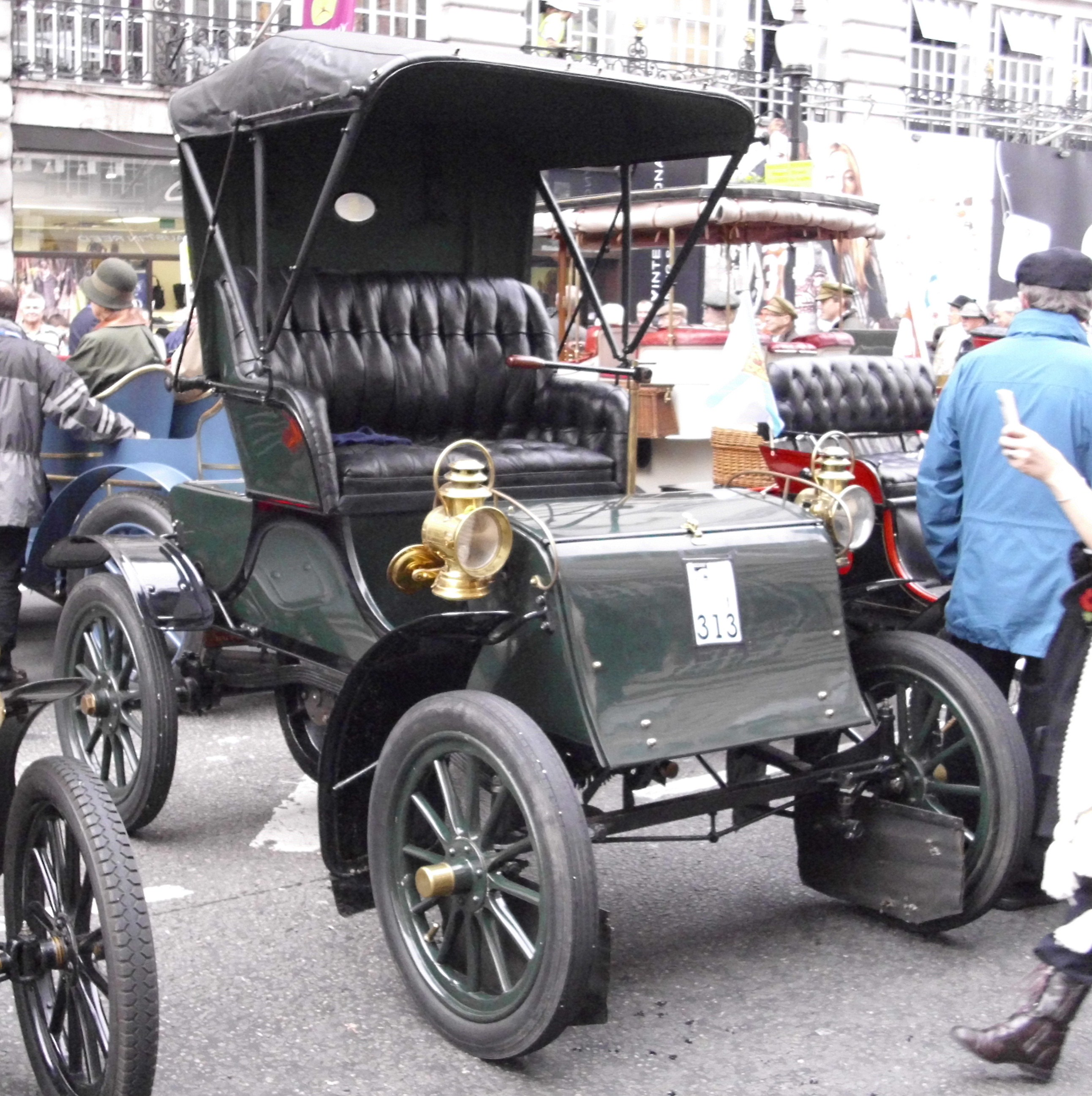
Una Knox del 1903

| Modello      | Anni      | Motore                    | Potenza         | Passo          |
| ------------ | --------- | ------------------------- | --------------- | -------------- |
| A            | 1900-1902 | Monocilindrico            | 5 CV (3,7 kW)   |                |
| B            | 1902      | Monocilindrico            | 8 CV (5,9 kW)   | 1.753 mm       |
| Two Cylinder | 1902      | Due cilindri in linea     | 8 CV (5,9 kW)   |                |
| C            | 1903      | Monocilindrico            | 8 CV (5,9 kW)   | 1.829 mm       |
| One Cylinder | 1904      | Monocilindrico            | 10 CV (7,4 kW)  | 1.829 mm       |
| Two Cylinder | 1904      | Due cilindri in linea     | 18 CV (13,2 kW) | 2.134 mm       |
| E            | 1905      | Monocilindrico            | 10 CV (7,4 kW)  | 1.829 mm       |
| F            | 1905-1906 | Due cilindri in linea     | 16 CV (11,8 kW) | 2.286 mm       |
| F-1          | 1905-1906 | Due cilindri in linea     | 16 CV (11,8 kW) | 2.057 mm       |
| F-3          | 1905-1906 | Due cilindri in linea     | 16 CV (11,8 kW) | 2.210 mm       |
| F-4          | 1906-1907 | Due cilindri in linea     | 16 CV (11,8 kW) | 2.057 mm       |
| G            | 1906-1908 | Quattro cilindri in linea | 40 CV (29 kW)   | 2.845 mm       |
| H            | 1907-1909 | Quattro cilindri in linea | 30 CV (22 kW)   | 2.591 mm       |
| L            | 1908      | Quattro cilindri in linea | 30 CV (22 kW)   | 2.591 mm       |
| O            | 1909      | Quattro cilindri in linea | 38 CV (28 kW)   | 2.591-2.896 mm |
| M            | 1909-1910 | Quattro cilindri in linea | 48 CV (35 kW)   | 3.226 mm       |
| R            | 1910-1912 | Quattro cilindri in linea | 40 CV (29 kW)   | 2.642-3.099 mm |
| S            | 1910-1912 | Sei cilindri in linea     | 60 CV (44 kW)   | 2.692-3.404 mm |
| R-45         | 1912      | Quattro cilindri in linea | 40 CV (29 kW)   | 3.200 mm       |
| 44           | 1913-1914 | Quattro cilindri in linea | 40 CV (29 kW)   | 2.972-3.099 mm |
| 45           | 1913-1914 | Quattro cilindri in linea | 40 CV (29 kW)   | 3.200 mm       |
| 46           | 1913-1914 | Sei cilindri in linea     | 46 CV (34 kW)   | 3.302-3.404 mm |
| 66           | 1913      | Sei cilindri in linea     | 60 CV (44 kW)   | 3.404 mm       |